# GAZ-M1
Der GAZ-M1 (russisch ГАЗ-М1) war ein Personenwagen des sowjetischen Herstellers Gorkowski Awtomobilny Sawod (GAZ), der von 1936 bis 1946 in Serie gebaut wurde. Häufig verwendete alternative Bezeichnungen lauten M-1 beziehungsweise Emka (russisch Эмка). Fast 63.000 Exemplare wurden hergestellt.

## Fahrzeuggeschichte

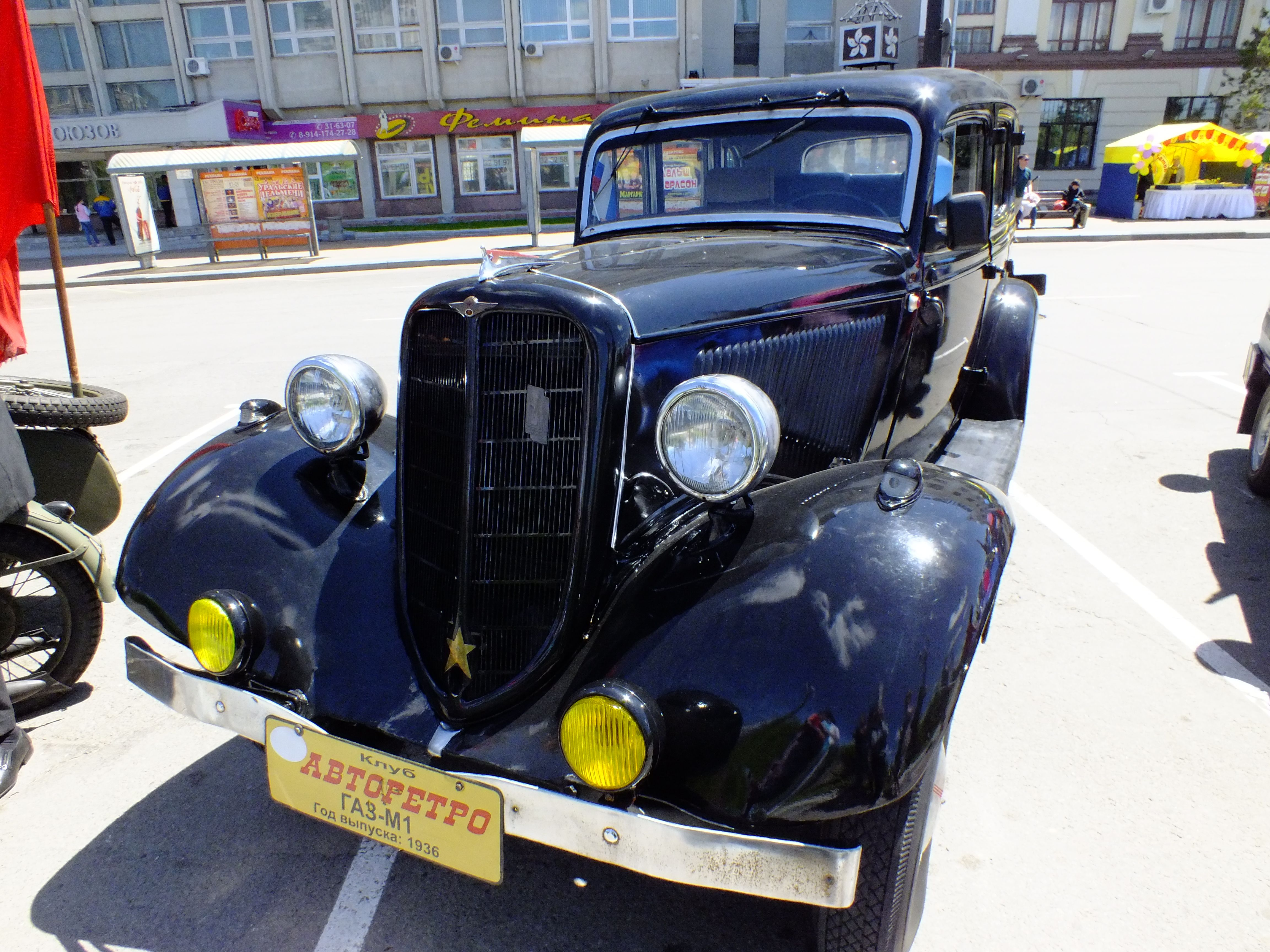
Frontansicht eines GAZ-M1 (2015)

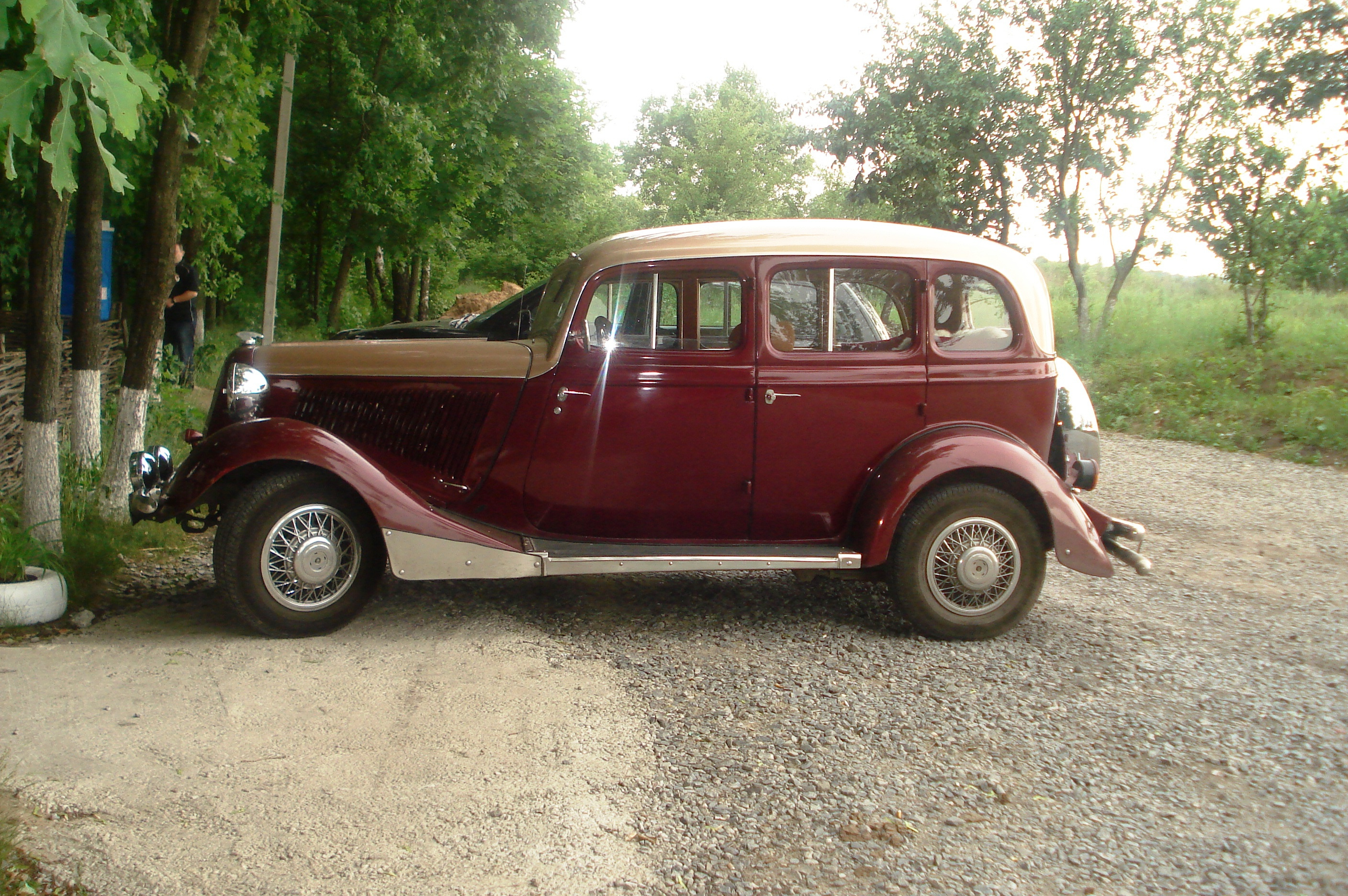
Restaurierter GAZ-M1 (2009)

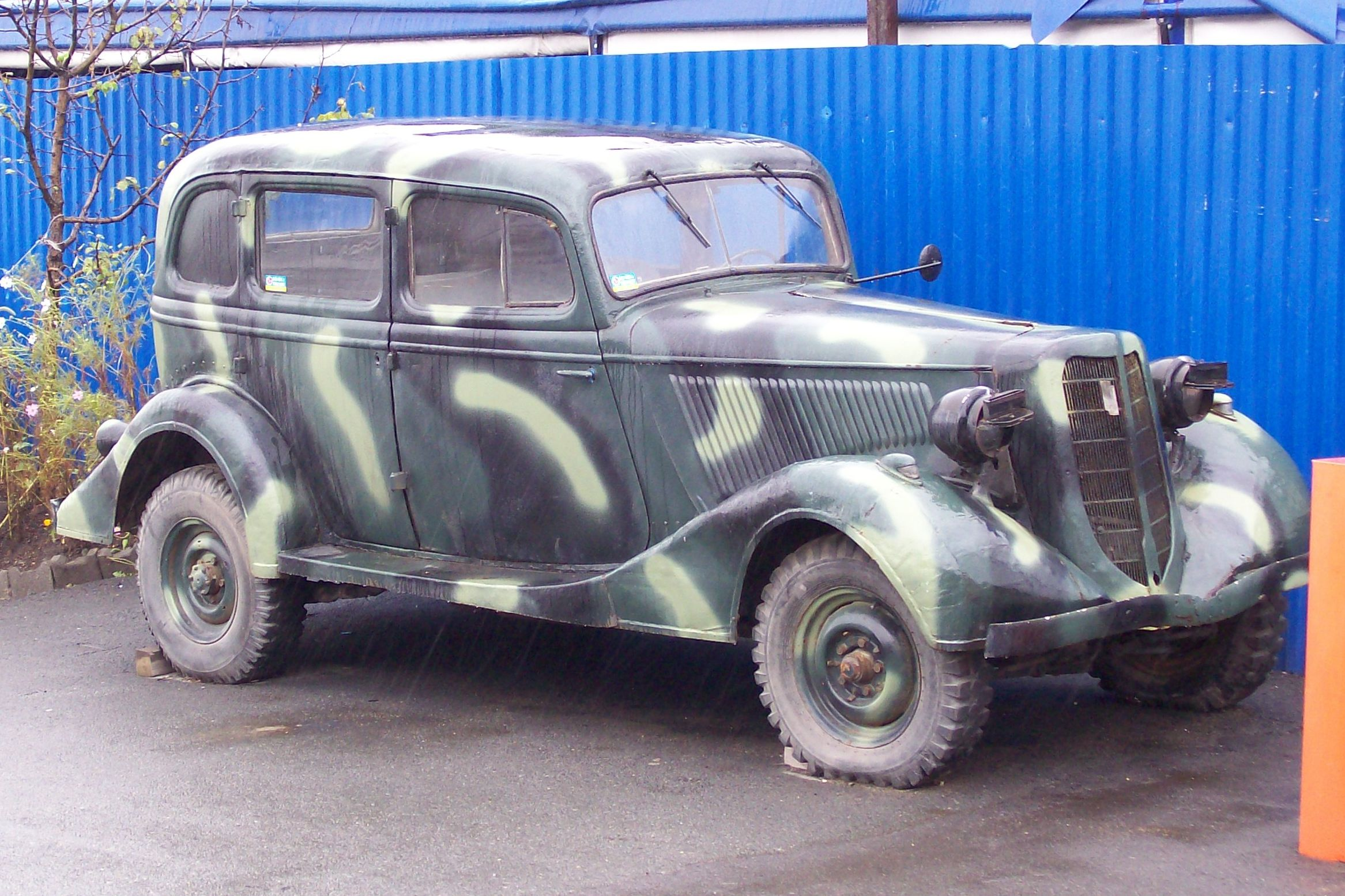
GAZ-M1 in militärischer Ausführung

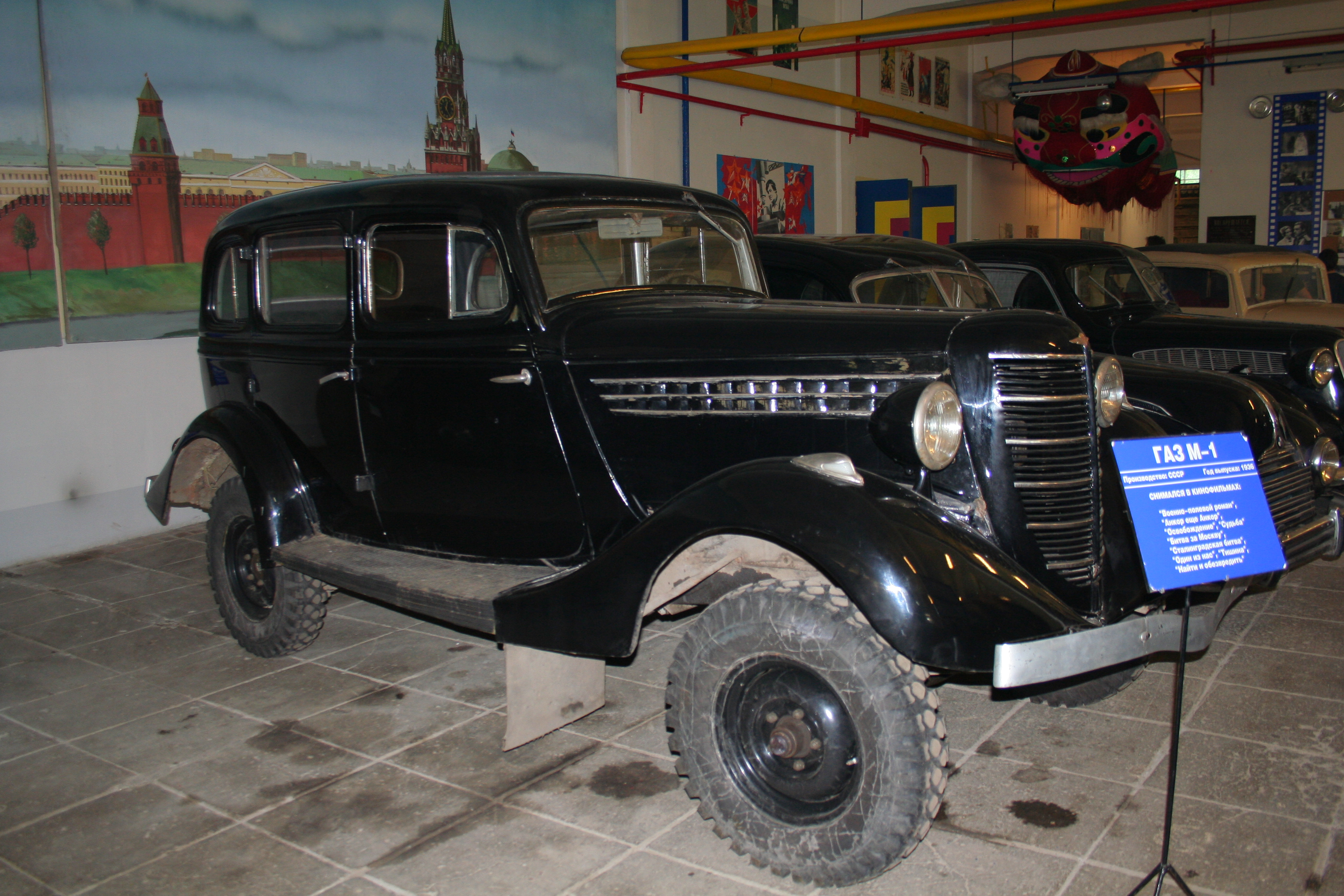
GAZ-11-73 in einem Museum

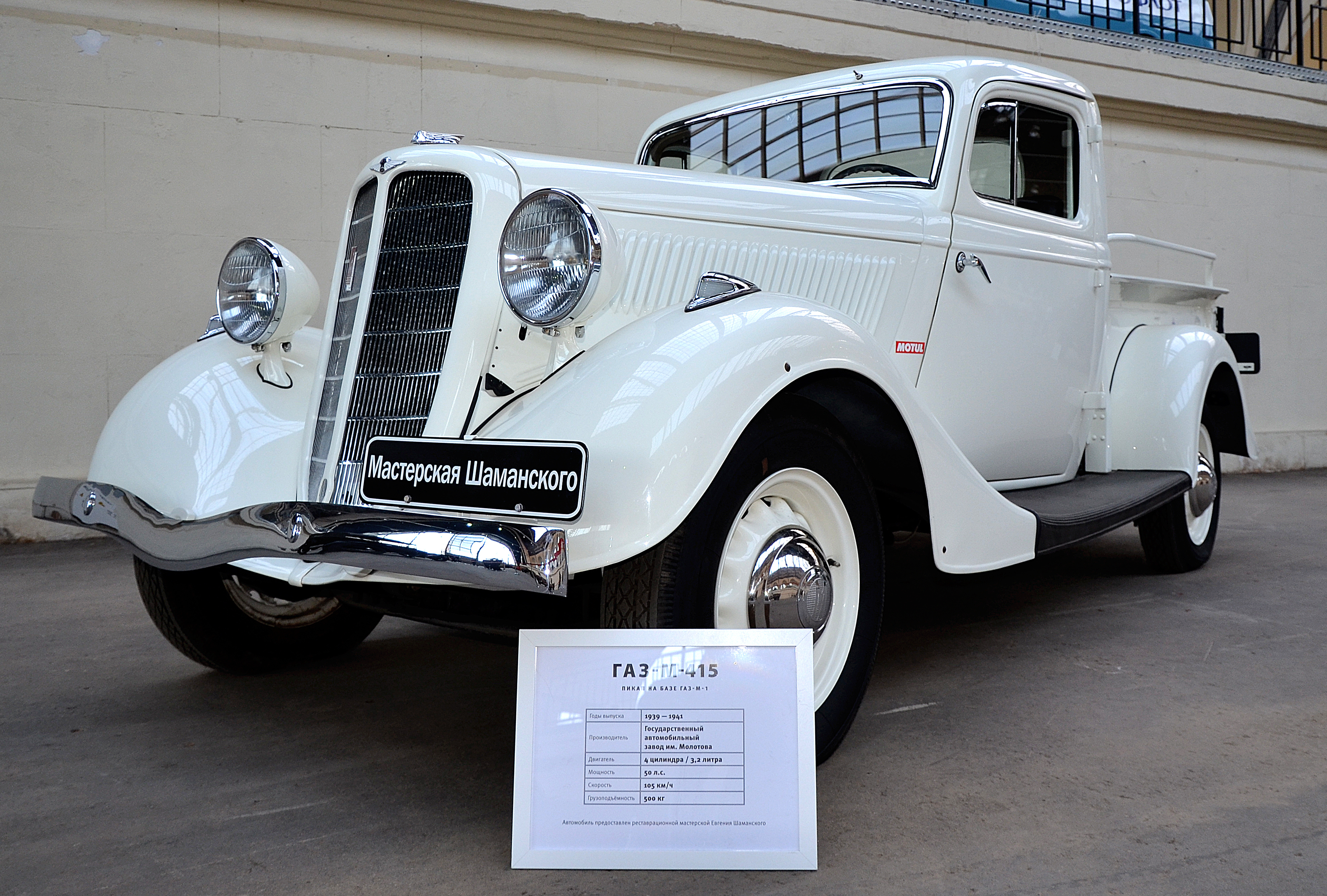
GAZ-M415 Pick-up auf Basis des GAZ-M1 (2014)

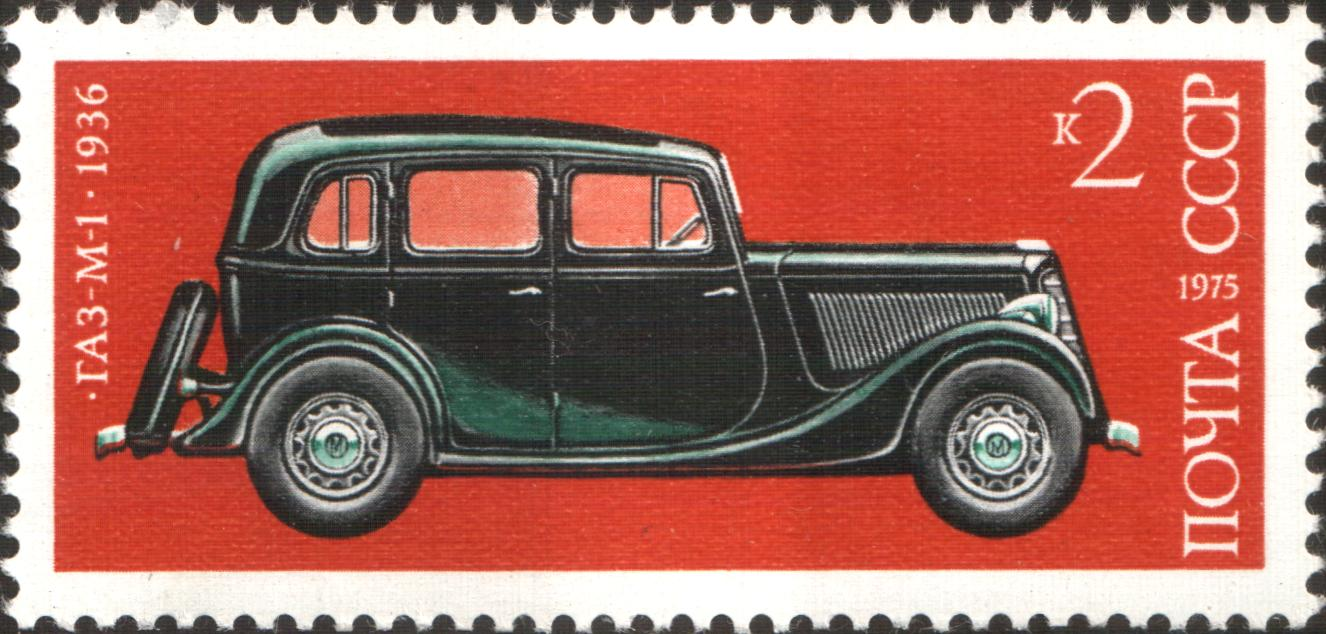
GAZ-M1 auf einer sowjetischen Briefmarke von 1975

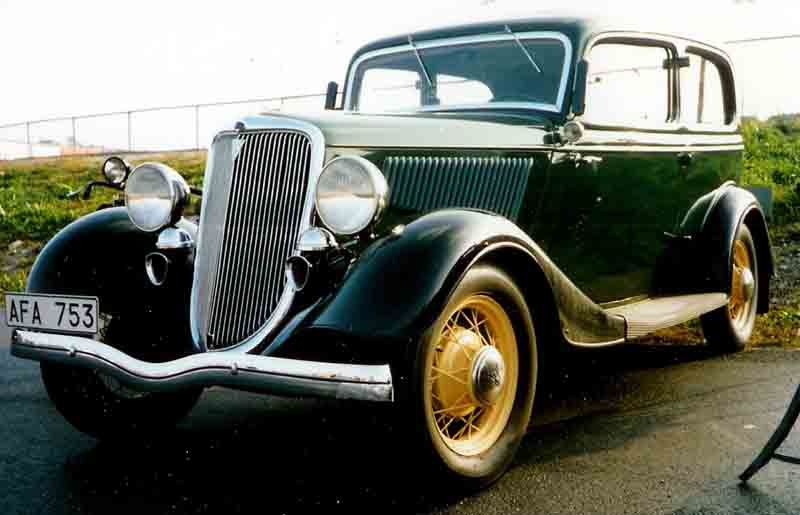
1934er Ford Modell 40 – das Vorbild für den GAZ-M1

Bereits in den frühen 1930er Jahren wurde mit dem GAZ-A, der erste Personenwagen des GAZ-Werks, ein Modell von Ford in Lizenz gefertigt. Das neue Modell GAZ-M1, welches den GAZ-A ersetzte, ähnelte stark dem Ford Modell 40 von 1934. So sind die Radstände mit je 284,5 Zentimeter exakt gleich, auch viele äußerliche Merkmale stimmen überein. Der GAZ-M1 erhielt aber keinen V8-Motor, sondern eine verbesserte Variante des Motors des GAZ-A. In Großserie wurde im Gegensatz zum Vorbild nur eine Karosserieform gebaut, die viertürige Limousine. Alle anderen Varianten wie Pick-ups und Cabriolets blieben Prototypen oder wurden nur sehr selten hergestellt.
Die Bezeichnung M1 ergab sich aus dem Namen des Werks, das zu dieser Zeit noch Gorkowski Awtomobilny Sawod imeni Molotowa hieß. So steht das M für Molotow, genauer Wjatscheslaw Molotow, den Vorsitzenden des Rates der Volkskommissare. Die Nummer 1 sagt lediglich aus, dass es das Modell Nummer eins ist. Der Name Molotows wurde Jahre nach dem Produktionsende des GAZ-M1 aus der Werksbezeichnung getilgt.
Erste Versuche mit dem Fahrzeug begannen 1935, die Serienfertigung 1936. 1941 musste die Produktion kriegsbedingt eingestellt werden, bis 1942 wurden noch Fahrzeuge aus verfügbaren Teilen zusammengebaut. Verwendet wurden die Fahrzeuge hauptsächlich als Taxis und Firmenwagen, nur eine geringe Stückzahl ging direkt an Privatpersonen. Diese erwarben die Fahrzeuge später oft gebraucht von staatlichen Stellen.
Seit 1937 stellte GAZ unter Lizenz den Sechszylinder-Motor des Dodge D5 Personenkraftwagens her, der ursprünglich für den Einsatz im GAZ-51 gedacht war. Der Lastwagen ging aufgrund des Kriegsausbruchs erst 1946 mit dem gleichen Motor in die Serienfertigung. Stattdessen wurde der Motor, nun als „GAZ-11“ bezeichnet und 76 PS (56 kW) leistend, ab 1939 in den GAZ-M1 eingebaut. Das entstandene Fahrzeug bekam die Bezeichnung GAZ-11-73. Gleichzeitig erhielt der Pkw eine überarbeitete Front und andere Lüftungsschlitze an den seitlichen Motorblechen. Diverse Prototypen, auch als Pick-up oder Cabriolet sowie mit Allradantrieb wurden gebaut, meist nur einzelne wenige Exemplare. Die Fertigung lief bis 1946, ab diesem Jahr wurde der Nachfolger GAZ-M20 Pobeda produziert. Insgesamt liefen 62.888 GAZ-M1 aller Versionen und 1.250 GAZ-11-73 vom Band.
Der GAZ-M1 war das wichtigste und im Grunde einzige Auto aus sowjetischer Produktion zur Zeit des Zweiten Weltkriegs, auch das Militär nutzte es. In diesem Zusammenhang erlangte es eine gewisse Berühmtheit und Bekanntheit in der Bevölkerung.

## Modellversionen
Der GAZ-M1 diente für diverse Fahrzeuge dieser Zeit bei GAZ als Plattform, da er über 70 % der gesamten Pkw-Fertigung des Werks in den Vorkriegsjahren ausmachte. Die Modellversionen reichen von Lastwagen bis zu einem Rennauto, sogar ein gepanzertes Fahrzeug für die Armee war darunter. Die folgende Liste erhebt keinen Anspruch auf Vollständigkeit.
- GAZ-M1 – Die seit 1936 in Serie gebaute Grundversion mit Vierzylinder-Ottomotor. Die Fertigung wurde durch den Zweiten Weltkrieg unterbrochen und danach nicht fortgesetzt.
- GAZ-M2 – Prototyp eines Coupés, der 1937 gebaut wurde. Ein Achtzylinder-Ottomotor mit 3622 cm³ Hubraum und 65 PS (48 kW) Leistung wurde verbaut. Das Fahrzeug hatte ebenfalls größere Ähnlichkeiten mit den Coupéversionen Ford Modell 40. Eine alternative Bezeichnung lautet GAZ-M1 „Udarnik“ (russisch ГАЗ–М1 "Ударник").[8]
- BA-20 – Gepanzertes Aufklärungsfahrzeug, gebaut 1936 bis 1942 für die Rote Armee.
- GAZ-WM – Prototyp eines Halbkettenfahrzeugs, der 1937 gebaut wurde. Die Hinterachse des GAZ-M1 wurde durch ein Gleiskettenlaufwerk ersetzt. Zu einer Serienfertigung kam es nicht, jedoch wurden zwei unterschiedliche Versionen gebaut, eine als reiner Personenwagen und eine als Pick-up.
- GAZ-GL-1 – Rennwagen von 1938 mit völlig überarbeiteter Karosserie. 1940 wurde eine verbesserte Version gebaut.
- GAZ-61 – In geringen Stückzahlen und verschiedenen Varianten gefertigte Version mit Allradantrieb für hohe Militärs. Für genauere Informationen und Modellvarianten siehe dort.
- GAZ-11-73 – Von 1939/40–1946 mit Unterbrechungen gebaute Version des GAZ-M1 mit Sechszylindermotor. Eine alternative aber eher seltene Bezeichnung lautet GAZ-M11.[5] Berüchtigt als Dienstwagen des NKWD, bekam er im Volksmund den Spitznamen Schwarzer Rabe (черный ворон).[9]
- GAZ-11-40 – Prototyp von 1940,[10] eine Cabrioletversion des GAZ-11-73. Fünf bis sechs Stück wurden gebaut.
- GAZ-11-415 – Pick-up-Version des GAZ-11-73 mit Karosserie des GAZ-M415. Nur ein Prototyp gefertigt.
- GAZ-M415 – Pick-up-Version des GAZ-M1 mit Vierzylindermotor, 1939 bis 1942 gebaut. Wird auch als GAZ-415 bezeichnet.
- GAZ-M1G – Mit verschiedenen gasförmigen Treibstoffen angetriebene Version des GAZ-M1. Über eine Serienfertigung ist nichts bekannt.[11]
- GAZ-21 – Experimentalfahrzeug und Mix aus GAZ-M1 und GAZ-AA. Um die Geländegängigkeit zu erhöhen, wurde eine zusätzliche angetriebene Hinterachse eingebaut.

Zudem verwendeten der Lastwagen GAZ-MM und dessen Derivate den Motor des GAZ-M1. Dieser kam auch noch beim GAZ-64 zum Einsatz, ebenso mit leichten Modifikationen beim GAZ-67.
Der 3,48 l-Sechszylindermotor des GAZ-11-73 wurde nach dem Krieg ebenfalls weiter produziert. Nicht nur im GAZ-51 ist er verbaut, sondern mit technischen Änderungen auch im Lkw-Modell GAZ-63 und bis 1989 im GAZ-52. Weiterhin wurde er im Schützenpanzer BTR-40 und der Oberklasselimousine GAZ-12 ZIM eingesetzt. Die Selbstfahrlafette SU-76 von 1942 enthielt gleich zwei Stück.

## Technische Daten
Für das Grundmodell GAZ-M1.
- Motor: Vierzylinder-Viertakt-Ottomotor
- Motortyp: „GAZ-M“
- Leistung: 50 PS (37 kW)
- Hubraum: 3285 cm³
- Bohrung: 98,43 mm
- Hub: 107,95 mm
- Kompression: 4,6:1
- Treibstoffverbrauch: 14,5 l/100 km
- Tankinhalt: 60 l
- Kupplung: Einscheiben-Trockenkupplung
- Getriebe: mechanisch, 3 Vorwärtsgänge
- Höchstgeschwindigkeit (beladen): 100 km/h
- Antriebsformel: 4×2
- Bremsen: mechanisch an allen vier Rädern

Abmessungen und Gewichte
- Länge: 4625 mm
- Breite: 1770 mm
- Höhe: 1775 mm
- Radstand: 2845 mm
- Bodenfreiheit: 210 mm
- Spurweite vorne: 1435 mm
- Spurweite hinten: 1440 mm
- Wendekreis: 12,7 m
- Leergewicht: 1370 kg